# Shelta jezik
Shelta jezik (ISO 639-3: sth), jezik naroda Pawee ili irskih Putnika, ukupno oko 86 000 u Irskoj, Velikoj Britaniji i SAD-u. Temelji se uglavnom na irskom. Na području SAD-a Američki Putnici su anglizirani. 
Često se naziva i cant, the cant, irish traveler cant, gammon ili sheldru. Etnička grupa sebe naziva Lucht siúil ili "the walking people".

## Vanjske poveznice
- Ethnologue (14th)
- Ethnologue (15th)